# Августа София
София е византийска императрица – августа, от 921 до 931.

## Живот
София е дъщеря на богатия патрикий Никита – славянин от Пелопонес.
София е омъжена за Христофор Лакапин, още преди бащата на последния да се възкачи на византийския престол през декември 920 г. По-късно Христофор е обявен за кесар, а на 19 май 921 г. е коронован и за съимператор на баща си. Оттогава нататък Христофор и София получават водеща роля в дворцовата йерархия, като по старшинство и почести в йерархията София изпреварва дори етърва си Елена Лакапина, съпругата на Константин VII Багренородни. След смъртта на августа Теодора, майката на Христофор, която умира през февруари 922 г., София получава титлата августа, която споделя с Елена Лакапина. Роман Лакапин обаче избира София за ролята на първа дама в императорския дворец.
Около 928 г. бащата на патрикия Никита неуспешно се опитва да убеди Христофор да участва в заговор за детронирането на баща му, поради което патрикий Никита е изгонен от столицата. Вероятен мотив за организиранирането на заговора е лошото здраве на Христофор, породило опасения у тъста му Никита и съпругата му София, че ще загубят влиянието си в двора след смъртта му. Малко след като Христофор умира през 931 г., София се оттегля в манастир, където завършва живота си като монахиня.

## Деца
От брака между Христофор и София се ражда дъщеря и двама синове:
- Ирина Лакапина, омъжена през 927 за Петър I, цар на България
- Роман
- Михаил